# Domperidon
A  domperidon (INN: domperidone) egy dopamin-antagonista gyógyszer, melyet a  Janssen Pharmaceutica cég fejlesztett ki hányinger és hányás csillapítására. A tejelválasztás serkentésére illetve prokinetikus szerként is használják.
A VIII. Magyar Gyógyszerkönyvben   Domperidonum     néven hivatalos.  

## Készítmények
- Motilium (Janssen-Cilag)